# شون ملفين
شون ملفين هو لاعب كرة قدم كندي في مركز حراسة المرمى، ولد في 9 يوليو 1994 في فيكتوريا في كندا. لعب مع فانكوفر وايتكابس ونادي كولورادو سبرينغس.

## وصلات خارجية
- شون ملفين على موقع قاعدة بيانات كرة القدم.إي يو (الإنجليزية)
- شون ملفين على موقع Soccerbase.com (لاعب) (الإنجليزية)
- شون ملفين على موقع Soccerway.com (الإنجليزية)
- شون ملفين على موقع عالم كرة القدم.نت (الإنجليزية)